# 弗雷迪·博比奇
弗雷迪·博比奇（1971年10月30日—），德国前男子足球运动员。他曾代表德国国家队参加1996年和2004年欧洲足球锦标赛，其中1996年欧洲足球锦标赛获得冠军。